# Арта - Волос
Арта – Волос е хипотетична права линия, взета за първата северна граница на кралство Гърция по силата на решение на Лондонската конференция, което е скрепено с Константинополския договор. През 30-те години на 19 век границата по линията между кралство Гърция и Османската империя е демаркирана.
Леополд отказва да заеме гръцкия престол поради това, че кралството не обхваща цяла Елада. След този отказ и последвалия натиск от Русия, Англия и Франция над Високата порта, последната се задължава да отстъпи на север и земи които не са отвоювани от участниците в т.нар. гръцка война за независимост.
Гръцкото кралство е възнаградено през 1881 г. с почти цяла Тесалия (без района на Еласона, като границата е установена на Мелуна) с Амбракия.